# Federico Benessat y Folch
Federico Benessat y Folch (Sabadell, mayo de 1848-¿?) fue un científico español.

## Biografía
Natural de Sabadell, siguió la carrera de Farmacia. Se dedicó a la taxidermia y la conservación de las piezas anatómicas y a los estudios enológicos. En 1875, obtuvo real privilegio para la extracción del aceite del orujo de aceituna y la grasa de las lanas por medio del sulfuro de carbono, convirtiendo las grasas en jabón y rehabilitando las lanas para la hilatura; con ese fin, fundó una fábrica en San Martín de Provensals.
En 1880 estableció un gabinete químico-enológico para análisis y consultas sobre vinos, alcoholes y vinagres. Dio varias conferencias en 1885 en el Fomento de la Producción Española, con motivo del descubrimiento de la filoxera en los alrededores de Barcelona.
Colaboró con varias revistas de la ciudad condal y participó en conferencias sobre la Exposición Universal en el Ateneo Barcelonés. En dicha exposición, fue premiado con una medalla de plata por su Guía del vinicultor, publicada tres años antes. Asimismo, publicó en el folletín de la revista L'Art del Pagés un trabajo titulado «Manipulacions dels vins baix lo punt de vista higiénich».
Fue miembro de las academias Médico-Farmacéutica y de Ciencias Médicas barcelonesas, así como del Colegio de Farmacia de esa misma ciudad y de la Sociedad Barcelonesa de Amigos del País. Ejerció también las labores de corresponsal de la Real Academia de Medicina y Cirugía de Zaragoza.